# Хантингтон (Индијана)
Хантингтон (енгл. Huntington) град је у америчкој савезној држави Индијана.

## Демографија
По попису из 2010. године број становника је 17.391, што је 59 (-0,3%) становника мање него 2000. године.
| Група             | 2000.          | 2010.          |
| Белци             | 16.950 (97,1%) | 16.525 (95,0%) |
| Афроамериканци    | 37 (0,2%)      | 99 (0,6%)      |
| Азијати           | 78 (0,4%)      | 90 (0,5%)      |
| Хиспаноамериканци | 196 (1,1%)     | 420 (2,4%)     |
| Укупно            | 17.450         | 17.391         |